# Antaplaga prepontendyta
Antaplaga prepontendyta är en fjärilsart som beskrevs av Dyar 1914. Antaplaga prepontendyta ingår i släktet Antaplaga och familjen nattflyn. Inga underarter finns listade i Catalogue of Life.